# Weißstirn-Zwergohreule
Die Weißstirn-Zwergohreule (Otus sagittatus), auch kurz Weißstirneule, ist eine Eulenart aus der Gattung der Zwergohreulen. Sie kommt auf der Malaiischen Halbinsel vor.

## Beschreibung
Die Länge beträgt 25 bis 28 Zentimeter bei einem Gewicht von 110 bis 140 Gramm. Die Oberseite ist tief rotbraun oder gelbbraun mit mattgelb bis weiß gefärbten Flecken auf Mantel und Rücken. Die Unterseite ist hell rötlich braun mit feinen braunen Kritzeln an Brust und Kehle. Am hell rötlich braunen Gesicht fällt die weiße Stirn auf, die seitwärts in die langen Federohren übergeht. Die dunkelbraunen Augen sind von einem breiten tief kastanienbraunen Ring umgeben. Der Schnabel ist bläulich weiß, die Wachshaut hell blaugrün. Die Beine sind rötlich braun befiedert, die fleischfarbenen Zehen haben bläulich weiße Krallen.

## Lebensweise
Sie bewohnt immergrüne Tiefland-Regenwälder, aber auch degradierte sumpfige Wälder bis in 700 Meter Höhe. Sie lebt von Insekten, vorwiegend von Nachtfaltern. Der Ruf ist ein in großen Abständen wiederholtes dumpfes huuuu, das abrupt beginnt und endet.

## Verbreitung
Die Art ist von Tenasserim bis zur Spitze der Malaiischen Halbinsel verbreitet. Sie gilt als selten und wird aufgrund weiträumiger Waldrodungen in ihrem Verbreitungsgebiet von BirdLife International als gefährdet eingestuft.